# 王瑾 (靖远伯)
王瑾，北直隶束鹿人，明朝軍事將領，靖遠伯。王驥之孫。
嘉靖初年，擔任三千營提督，協守南京應天府，之後掌管左軍都督府。隨後，佩征蠻將軍印，鎮守兩廣，平定新寧、新興、思平等地瑤族叛變。嘉靖三十五年（1556年），與巡撫都御史談愷檄諸路土兵誅其魁陳以明，后加封太子太保。隨後，其督軍分道進剿扶藜、葵梅等地诸山峝冯天恩叛亂，隨後因功蔭一子錦衣衛百戶。后因言官彈劾他做事横暴，召還。